# FLACC шкала
Шкала FLACC (англ. Face, Legs, Activity, Cry, Consolability scale) або шкала «Втішність, Активність, Плач, Ноги, Обличчя» («шкала ВАПНО») — це вимірювання, яке використовується для оцінки болю у дітей у віці від 2 місяців і до 7 років, або у осіб, які не можуть повідомити про свій біль. Шкала оцінюється в діапазоні від 0 до 10, при цьому 0 означає відсутність болю. Шкала має п'ять критеріїв, кожному з яких присвоюється бал 0, 1 або 2.

## Схема
| Критерії   | Оцінка 0                                              | Оцінка 1                                                                | Оцінка 2                                                        |
| ---------- | ----------------------------------------------------- | ----------------------------------------------------------------------- | --------------------------------------------------------------- |
| Втішність  | Вміст, розслаблений                                   | Заспокоєний випадковими дотиками, обіймами або розмовами, відволікаючий | Важко втішити або заспокоїти                                    |
| Активність | Лежить спокійно, положення нормальне, легко рухається | Звиваючись, пересуваючись, вперед-назад, напружений                     | Арочні, жорсткі або ривчасті                                    |
| Плакати    | Без плачу (прокинувшись чи сплячий)                   | Стогони або скиглити; випадкова скарга                                  | Постійний плач, крики або ридання, часті скарги                 |
| Ноги       | Нормальне положення або розслаблене                   | Неспокійний, неспокійний, напружений                                    | Удари, або ноги підтягнуті                                      |
| Обличчя    | Без особливого виразу чи посмішки                     | Час від часу гримаси або хмурі, замкнені, незацікавлені                 | Від частого до постійного тремтіння підборіддя, стиснута щелепа |

## Додаткове використання
Також було виявлено, що шкала FLACC є точною для використання з дорослими у відділеннях інтенсивної терапії (ВРІТ, англ. ICU), які не можуть говорити через інтубацію. Шкала FLACC пропонує таку ж оцінку болю, що й шкала контрольного списку невербальних індикаторів болю (англ. CNPI), яка використовується в реанімаційних відділеннях.